# 難波田隼人正
難波田 隼人正（なんばだ はやとのしょう　生年不詳 - 天文6年（1537年））は、戦国時代の武将。難波田憲重の甥。扇谷上杉氏の家臣。実名は不詳（一説には難波田広儀とも）。
『快元僧都記』天文6年7月22日条に「難波田弾正入道善銀甥同名隼人佐広儀并子息三人打死、都鄙惜之」との記述と記述されている。これは同年に上杉朝定が北条氏綱によって河越城を奪われた際に善銀（正直・憲重）の甥である隼人正および3人の息子が戦死したことを記した記事である。
その後憲重も9年後の河越城の奪還戦（河越城の戦い）で戦死し、その死によって難波田氏は一時断絶し、一族も離散したが、隼人の甥に当たる難波田憲次が難波田家を再興し、その子孫は江戸時代幕臣となって続いている。